# Willi Metz
Willi Metz (* 20. Januar 1903 in Kasdorf; † nach 1933) war ein deutscher Landwirt und Politiker (NSDAP).

## Leben
Nach dem Volksschulabschluss besuchte Metz die Landwirtschaftsschule, die Bauernhochschule und das landwirtschaftliche Seminar. Danach absolvierte er ein landwirtschaftliches Praktikum, wurde staatlich geprüfter Landwirt und arbeitete als Verwalter auf größeren Gütern. 1931 wurde er Gutspächter des Köbler Hofes in Diez. Des Weiteren war er Vorsitzender des Nassauischen Landbundes und Präsident der Landwirtschaftskammer Wiesbaden.
Metz trat zum 1. Februar 1931 in die NSDAP ein (Mitgliedsnummer 420.840) und war landwirtschaftlicher Gaufachberater der NSDAP für den Gau Hessen-Nassau-Süd. 1932 wurde er in den Preußischen Landtag gewählt, dem er bis zur Auflösung der Körperschaft im Oktober 1933 angehörte.

## Weblink
- Metz, Willi. Hessische Biografie. (Stand: 28. November 2023). In: Landesgeschichtliches Informationssystem Hessen (LAGIS).